# Пандемия от COVID-19 в Китай
Пандемията от коронавирус в Китай започва на 1 декември 2019 г., когато в град Ухан е регистриран първият заразен пациент с тази болест в света. През март 2020 г. официалният представител на Министерството на външните работи на Китай – Чжао Лицзян прави предположение, че новият коронавирус е попаднал в китайския град Ухан по вина на американските военни.

## Мерки
В края на януари 2020 г. е взето решение да се построят нови болници, които се построяват за броени дни. През февруари 2020 г. банките в Китай получават нареждане да дезинфекцират парите в брой, преди те да достигнат до хората.

## Фотогалерия
- Хронология на разпространението на COVID-19 в Китай (по дни):   Брой на подложените на лечение.  Брой на възстановените.  Брой на починалите.  Брой на новите случаи.
- Анимирана карта на броят на потвърдените случаи в континентален Китай от 2019 г.
- Брой на потвърдените случаи на коронавирус, по префектури:   1 – 9  10 – 99  100 – 499  500 – 999  1 000 – 9 999  над 10 000